# Kompan

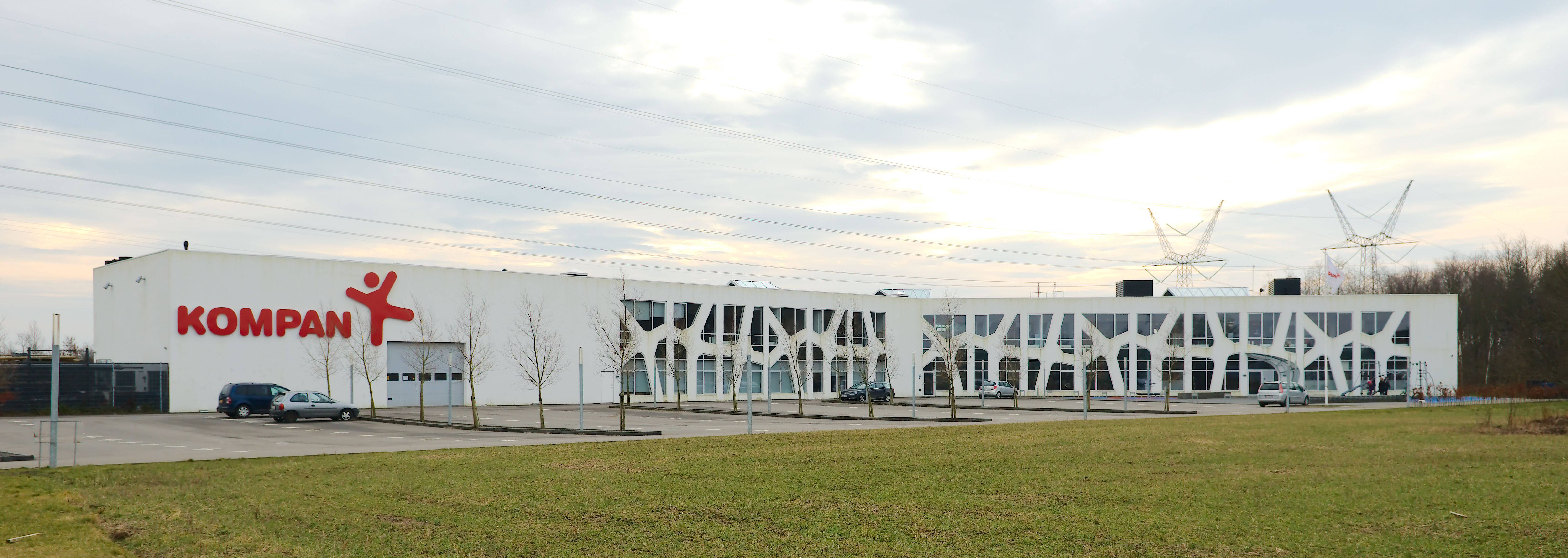

Kompan, est une entreprise fondée en 1970 au Danemark par Lindhardt Wils et Hans Mogens. C'est un des principaux fabricants mondiaux d’équipements de terrains de jeux pour enfants.
L'entreprise est implantée en France depuis 1990 à Dammarie-lès-Lys.